# Paška Vrata
Paška Vrata är ett sund i Kroatien. Det ligger i den södra delen av landet, 160 km söder om huvudstaden Zagreb.